# Aplysina
Aplysina är ett släkte av svampdjur. Aplysina ingår i familjen Aplysinidae.

## Bildgalleri

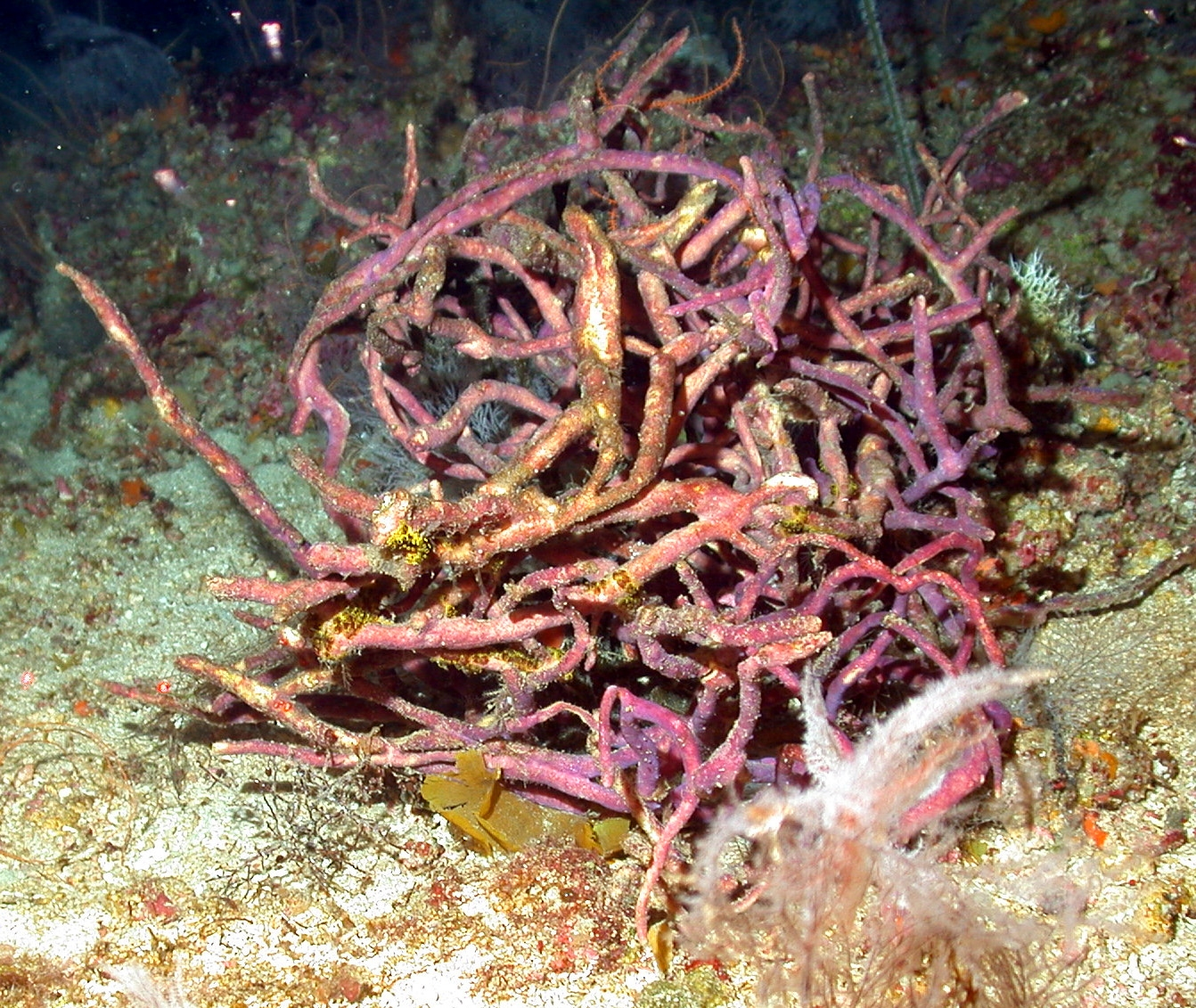
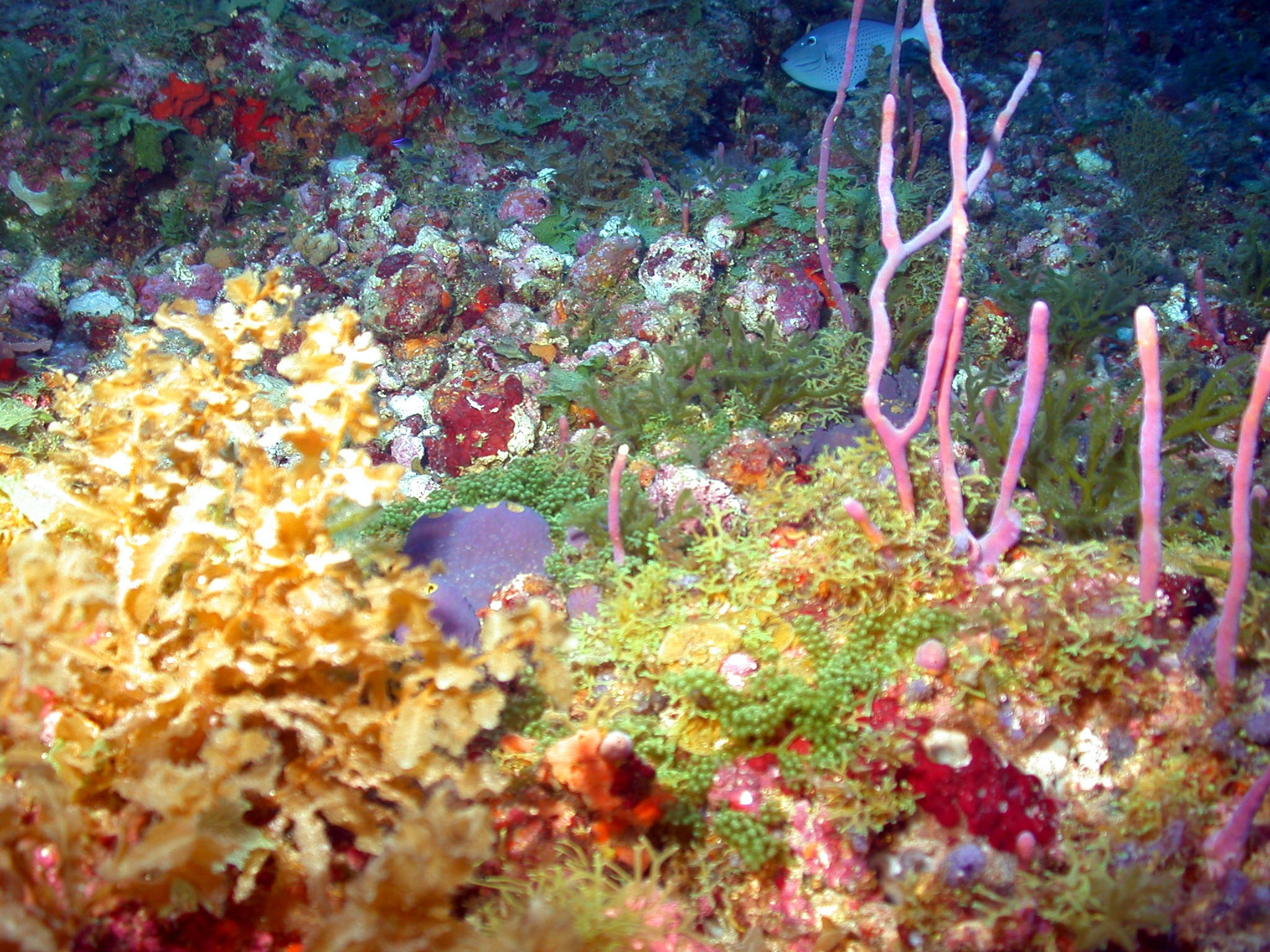
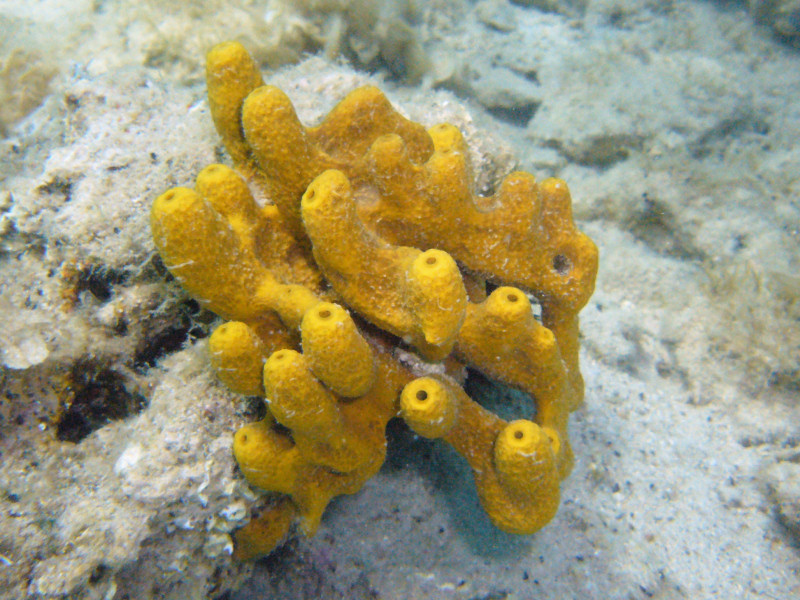

## Dottertaxa tillAplysina, i alfabetisk ordning[1]
- Aplysina aerophoba
- Aplysina alcicornis
- Aplysina applicata
- Aplysina archeri
- Aplysina aurea
- Aplysina bathyphila
- Aplysina cacos
- Aplysina caissara
- Aplysina capensis
- Aplysina cauliformis
- Aplysina cavernicola
- Aplysina cellulosa
- Aplysina chiriquiensis
- Aplysina compacta
- Aplysina cristagallus
- Aplysina euplectella
- Aplysina fistularis
- Aplysina fulva
- Aplysina gerardogreeni
- Aplysina higginsi
- Aplysina hirsuta
- Aplysina holda
- Aplysina inflata
- Aplysina insularis
- Aplysina lactuca
- Aplysina lacunosa
- Aplysina lendenfeldi
- Aplysina lingua
- Aplysina massa
- Aplysina meandrina
- Aplysina minima
- Aplysina minuta
- Aplysina muricyana
- Aplysina nuciformis
- Aplysina ocracea
- Aplysina orthoreticulata
- Aplysina pergamentacea
- Aplysina picea
- Aplysina primitiva
- Aplysina procumbens
- Aplysina pseudolacunosa
- Aplysina reticulata
- Aplysina sebae
- Aplysina solangeae
- Aplysina spengeli
- Aplysina tuberosa